# HSS Stena Carisma
HSS Stena Carisma är en snabbgående färja av katamarantyp, ägd av Stena Line. Hon trafikerade rutten Göteborg-Fredrikshamn. Idag är hon mer känd som Stena Line Express, eftersom tiden att ta sig över är betydligt mindre än med de andra färjorna. Carismas huvudmaskineri består av två gasturbiner kopplade till två vattenjetaggregat, en uppsättning i varje skrov. Jetstrålarna sprutar vid maxfart ut cirka 30 kubikmeter vatten per sekund och sida.
Gasturbinerna som driver fartyget gör åt cirka 30 kubikmeter olja på en resa tur-och-retur till Göteborg-Fredrikshamn och suger vardera i sig cirka 90 kubikmeter luft per sekund. Höga oljepriser har slagit hårt mot sjöfarten och särskilt mot höghastighetsfärjor som Carisma. Därför trafikerades rutten Göteborg–Fredrikshamn endast under högsäsong (mitten av maj till slutet av augusti).
Carisma kan hålla hög fart eftersom hela båten är byggd i aluminium och "skalad" på saker som inte är nödvändiga för rutten. Till exempel har båten sina separatorer (oljerenare) på kaj istället för ombord. Därmed blir båten lättare.
Stena Line har inte använt expressfärjan sedan sommaren 2013 och den har sedan dess legat vid kaj i centrala Göteborg. Det finns dock planer på att åter ta den i drift någon gång i framtiden.
Ombord finns ett café, en bar, en restaurang, ett lekrum, en taxfree-shop, ett casino, vilstolar, en lounge, soldäck och en informationsdisk.
Besättningen hade även tillgång till en liten mäss. Fartyget saknar fyllecell (som annars är normalt i passagerarfärjor). 

## Fotogalleri

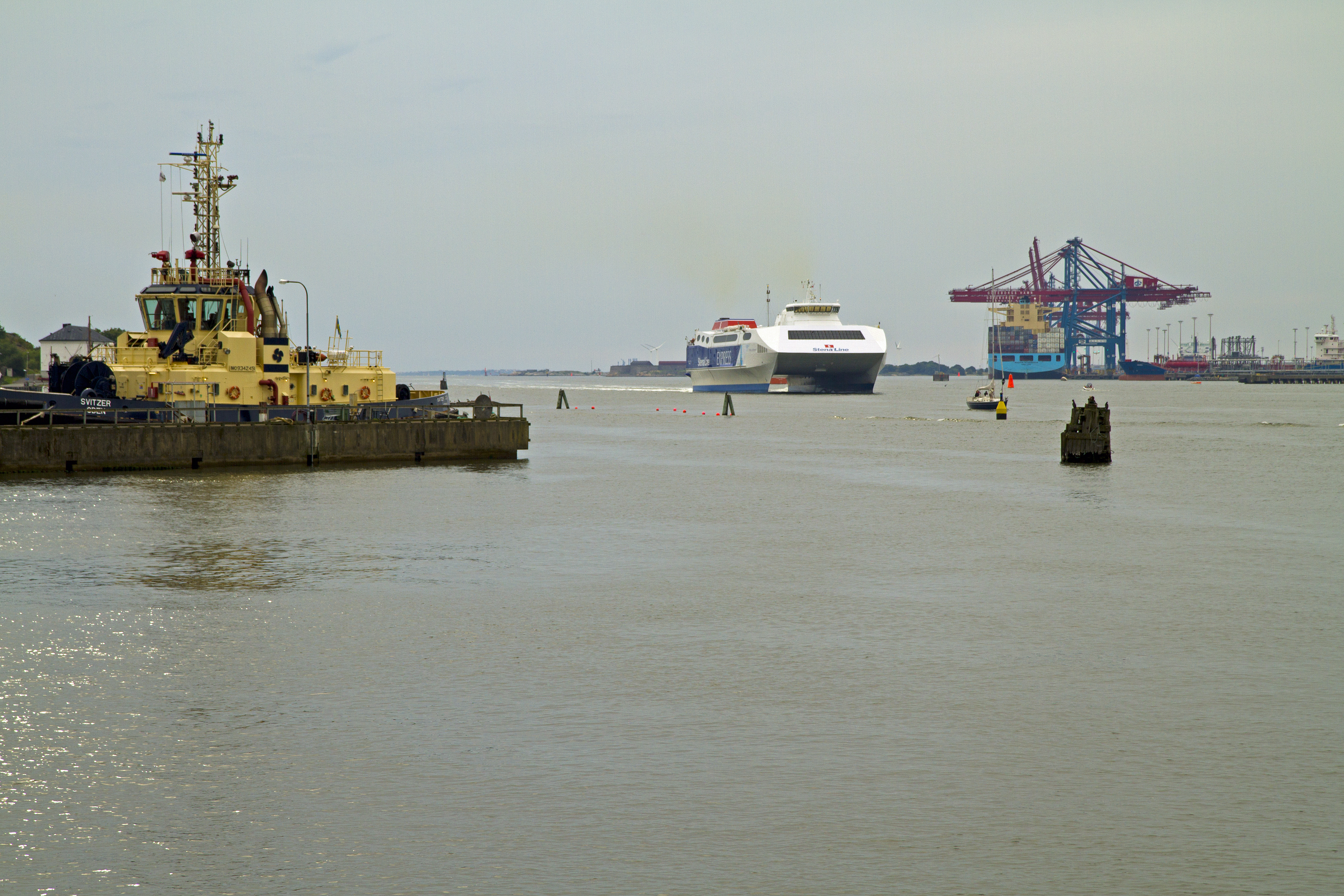
Stena Carisma anlöper Göteborgs hamn.
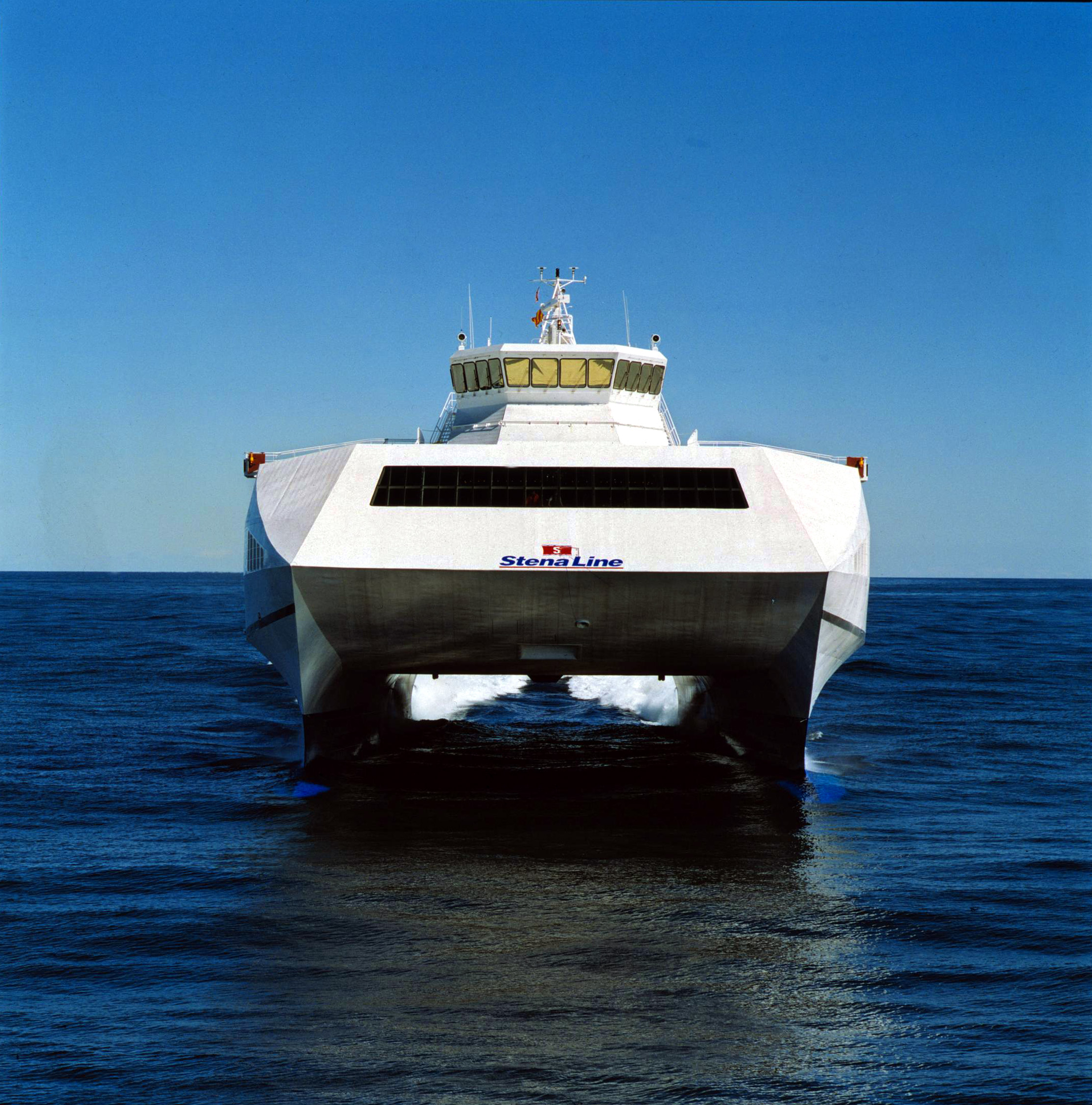
Stena Carisma framifrån.
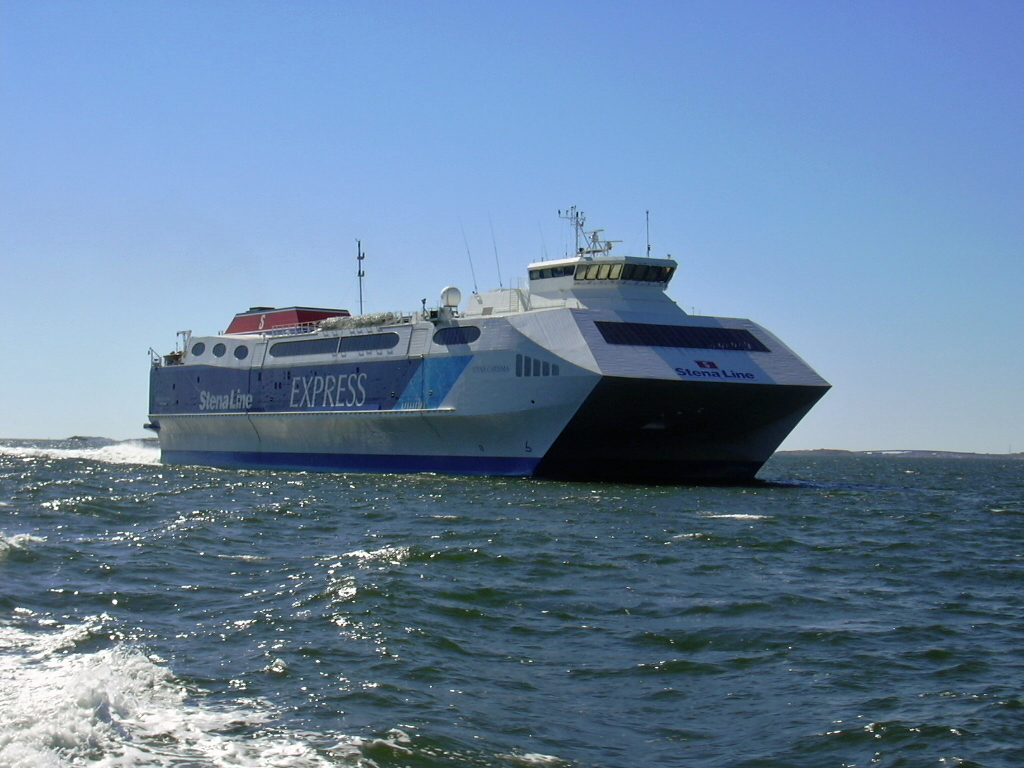
Stena Carisma till havs.
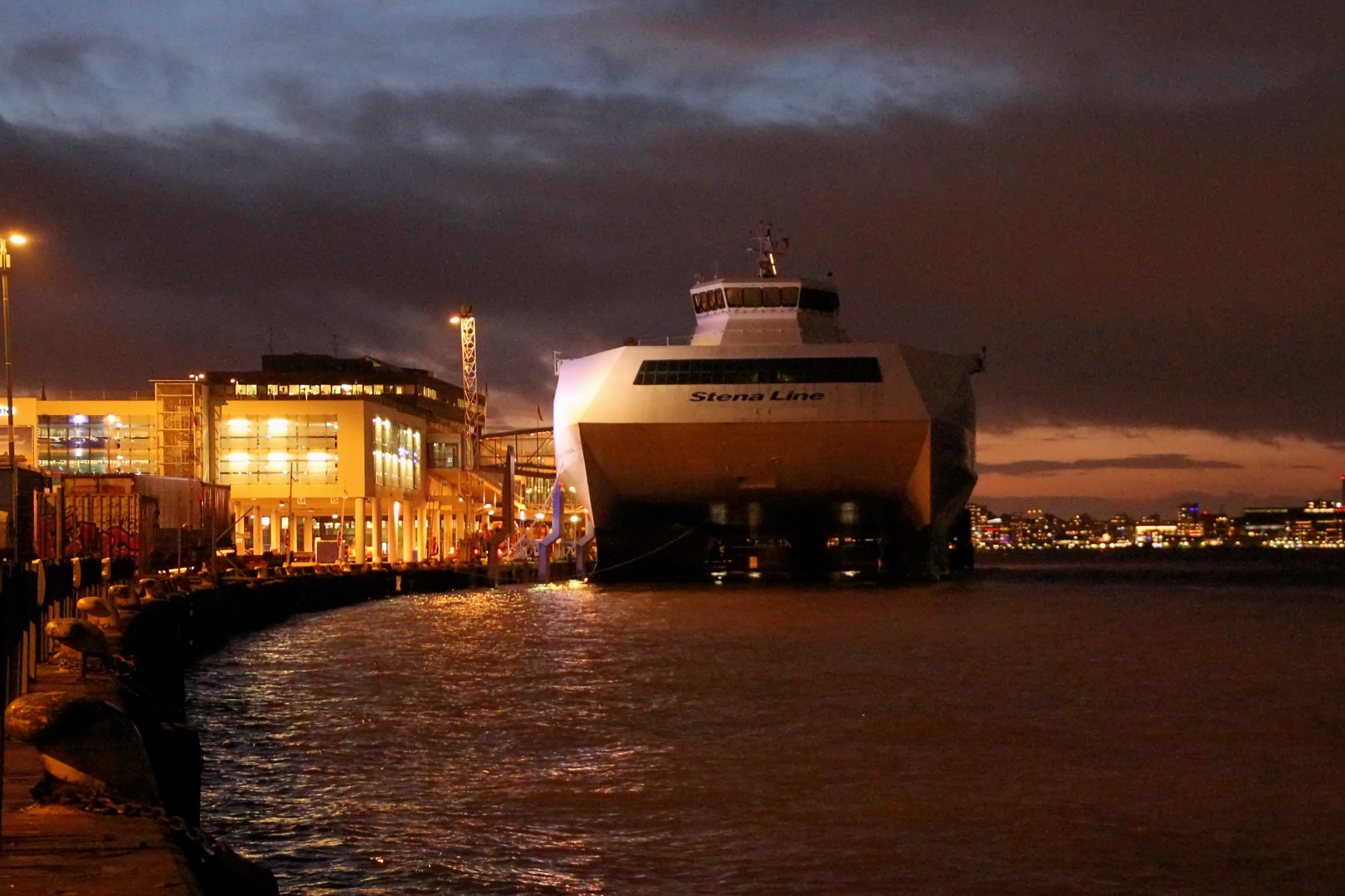
Stena Carisma vid kaj i Göteborg.